# Tamarin (motor JavaScript)
Roadmap
Tamarin será compatible con el futuro lenguaje ECMAScript 4ª edición (también conocido como "JS2") y se integrará en SpiderMonkey como parte del proyecto Mozilla 2, cuyo lanzamiento está previsto para 2008. Para una visión general de este proyecto y del papel que desempeñará Tamarin, se puede consultar la actualización del plan de desarrollo presentada por Brendan Eich.
Aunque el proyecto Tamarin se encuentra aún en una fase inicial y su hoja de ruta no está completamente definida, ya se han establecido algunos objetivos técnicos clave, entre ellos:
- Integrar la máquina virtual Tamarin y su recolector de basura con el motor SpiderMonkey.
- Aprovechar el compilador de SpiderMonkey para generar código que se ejecute en Tamarin.
- Adaptar el compilador just-in-time (JIT) a nuevas arquitecturas de hardware.
- Finalizar el compilador de ECMAScript 4 implementado en el propio lenguaje (self-hosting).[1]

Tamarin es una máquina virtual y un compilador en tiempo de ejecución libre, destinado para implementar la cuarta versión del estándar ECMAScript.
Tamarin inicialmente fue desarrollado por Adobe Systems Incorporated para su máquina virtual ActionScript utilizada en Flash 9. El código fue donado al proyecto Mozilla el 7 de noviembre de 2006 y licenciado bajo una tri-licencia MPL, GPL y LGPL.
Este continuo desarrollándose en el repositorio de Mozilla Mercurial, junto con el resto del código fuente de Mozilla.
El código contiene aproximadamente 135.000 líneas, siendo la mayor donación de código para el proyecto Mozilla, además de Netscape.
Tamarin es una iniciativa conjunta de Adobe y Mozilla cuyo objetivo es desarrollar una máquina virtual de alto rendimiento y de código abierto basada en la especificación del lenguaje ECMAScript 4ª edición (ES4). Este motor será integrado en SpiderMonkey, el núcleo del motor de JavaScript utilizado por Firefox®, y también seguirá siendo parte fundamental de Adobe Flash® Player, al ser la base del motor de ejecución de ActionScript™.
Aunque actualmente Tamarin soporta la tercera edición de ECMAScript, utilizada por lenguajes como JavaScript, ActionScript y JScript, ya incluye varias de las funcionalidades propuestas para ES4. Con esta colaboración abierta, ambas compañías buscan acelerar la evolución del lenguaje JavaScript, promoviendo un estándar común que facilite el desarrollo de aplicaciones web más avanzadas.
Al hacer el proyecto accesible a la comunidad de desarrolladores, Adobe y Mozilla esperan fomentar la innovación en la creación de experiencias web interactivas, ricas en contenido y compatibles con múltiples plataformas y dispositivos.

## Proyectos relacionados
Dos proyectos relacionados con Tamarin se anunciaron el 25 de julio de 2007 en el "Brendan Eich's keynote at The Ajax Experience West", estos fueron IronMonkey y ScreamingMonkey.
IronMonkey es un proyecto para mapear IronPython y IronRuby a Tamarin. IronMonkey está dirigido por Sanghyeon Seo.
El objetivo de ScreamingMonkey es permitir a Tamarin ejecutarse dentro otros navegadores, además de Mozilla, iniciando con Internet Explorer. ScreamingMonkey está dirigido por Mark Hammond.